# DVI (formát)
DVI (zkratka z anglického DeVice Independent) je výstupní formát souboru používaný typografickým systémem TeX. Vytvořil jej v roce 1979 David R. Fuchs a do TeXu jej poprvé implementoval jeho autor Donald Knuth v roce 1982. Na rozdíl od zdrojových souborů TeXu, které lze přečíst běžným textovým editorem, se jedná o binární soubor, který popisuje vzhled stránky způsobem nezávislým na cílovém médiu.
Uživatel si tedy musí zobrazovat obsah DVI souboru pomocí zvláštního prohlížeče (formát DVI podporují například Evince, Okular, xdvi, YAP, kdvi), nebo jej dále konvertuje na jiný jazyk popisující stránku, například PostScript nebo PDF. Na rozdíl od těchto jazyků nepodporuje vkládání fontů přímo do dokumentu a lze jej tedy zobrazit jen na zařízení, na kterém jsou potřebné fonty nainstalovány.
Samotný jazyk připomíná strojový kód, kde každý příkaz začíná osmibitovým opkódem a k disposici je zásobník.